# Currie Cup 1984
La Currie Cup de 1984 fue la cuadragésimo sexta edición del principal torneo de rugby provincial de Sudáfrica.
El campeón fue el equipo de Western Province quienes obtuvieron su vigésimo quinto campeonato.

## Participantes

### Fase Final
| Equipo            | Título                   |
| ----------------- | ------------------------ |
| Orange Free State | Ganador División A       |
| Western Province  | Segundo Lugar División A |
| Natal             | Ganador División B       |
| Eastern Transvaal | Segundo Lugar División B |

### Semifinal
| 1984 | Western Province | 53 - 0 | Eastern Transvaal |  |  |

| 1984 | Natal | 26 - 15 | Orange Free State |  |  |

### Final
| 1984 | Western Province | 19 - 9 | Natal | Ciudad del Cabo, |  |

### Campeón
| Bandera de Sudáfrica     |
| Campeón Western Province |
| Vigésimo quinto título   |